# Nosso Lar
Nosso Lar è un film del 2010 diretto da Wagner de Assis.
Il soggetto è basato sull'omonima opera scritta dal medium Chico Xavier attraverso la psicografia (scrittura che sarebbe ispirata medianicamente), sotto l'influenza dello "spirito" André Luiz.
L'attore che interpreta André Luiz, il personaggio principale della storia, è Renato Prieto. Il film annovera nel cast attori e attrici famosi delle serie televisive brasiliane, come Othon Bastos, Ana Rosa e Paulo Goulart, per citarne alcuni. Le riprese sono state fatte nei mesi di luglio, agosto e settembre 2009 a Rio de Janeiro e a Brasilia; il film è stato presentato al pubblico il 3 settembre del 2010. Grande successo di botteghino, è arrivato a 1,6 milioni di spettatori solamente nei primi 10 giorni di proiezione. In totale, nei cinema il film è stato visto da oltre 4 milioni di spettatori.
La medium Heigorinha Cunha, nei suoi asseriti viaggi extracorporei effettuati grazie allo Spirito Lucius, nel marzo del 1979 realizzò disegni minuziosi della mappa della città "Nosso Lar", così come dell'architettura degli edifici: disegni poi confermati e chiariti da Chico Xavier, che assicurò trattarsi realmente di "Nosso Lar" e che più tardi servirono da ispirazione per creare la struttura architettonica della città che si vede nel film.

## Trama
Al risveglio nel Mondo Spirituale, André Luiz incontra creature tenebrose e minacciose che vivono, insieme a lui, in quel luogo cupo e oscuro. Oltre a ciò è anche atterrito e sconvolto dal fatto che, nonostante sia "morto", ancora prova fame, sete, freddo ed altre sensazioni fisiche. Dopo un lungo periodo di sofferenza in questa zona di dolore e purificazione dagli errori del passato, viene raccolto da Spiriti elevati e portato alla Colonia Spirituale Nosso Lar, da cui prende nome il film. Da quel momento, André Luiz inizia a conoscere meglio la vita dell'oltretomba e ad apprendere lezioni, acquisendo conoscenze che cambieranno completamente il suo modo di vedere la vita.
Avendo quindi preso coscienza del fatto di essere "disincarnato" (morto), prova il desiderio immenso di tornare sulla Terra, per far visita ai parenti più stretti, di cui sente una grande nostalgia. Tuttavia infine si rende conto della sostanziale verità: che la vita continua, per tutti.

## Doppiaggio italiano
Il film non era stato originariamente doppiato in italiano, per cui era stata programmata una raccolta fondi da parte di alcuni utenti interessati al messaggio del film per riuscire a realizzare un progetto di doppiarlo in italiano. Verso la fine del 2020, 10 anni dopo l'uscita originale, il film è stato finalmente reso in italiano, disponibile alla visione su Prime Video.